# Juozas Statkevičius

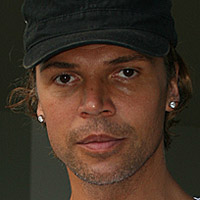
Juozas Statkevičius

Juozas Statkevičius (Pseudonym Josef Statkus; * 15. Oktober 1968 in Kaunas) ist ein litauischer Modedesigner, Kostümbildner für Mode und Theater.

## Leben
Ab 1984  besuchte Statkevičius das Stepas-Žukas-Technikum für angewandte Kunst Kaunas, wo er Kleidung-Modellierung lernte. 1988, gleich nach dem Abschluss dieser technischen Schule, begann er mit dem Studium der Kleidungsmodellierung an der Kunstakademie Vilnius. 1993 wurde Statkevičius Absolvent der Akademie und reiste im selben Jahr  nach einem Diplom für zwei Monate zur Arnhem Academy of Arts (Niederlande). Anschließend absolvierte er ein Praktikum von drei Monaten in Stockholm, Schweden. 2000 bildete Statkevičius sich weiter in Frankreich, im Pariser Angelo-Tarlazzi-Modehaus. Er stellte viele seiner Mode-Kollektionen in Litauen und im Ausland, darunter auch in Paris (2001 und 2002). Statkevičius war der erste Litauer, der in den  Modemagazinen wie Elle und Vogue erschienen ist. Zu seinen Kunden zählten Björk, Kyra Sedgwick, Naomi Watts etc.
Am 12. Dezember 2001 gründete Juozas Statkevičius eigenes Unternehmen UAB Fashion House Juozas Statkevičius und leitet es als Direktor. Seine Firma hat den Sitz in der Altstadt Vilnius und beschäftigt 13 Mitarbeiter (Stand: 2018).

## Privatleben
Statkevičius ist ledig und kinderlos. Er lebt in der litauischen Hauptstadt Vilnius.
Seine Cousine ist Irena Degutienė (* 1949), konservative Politikerin,  erste litauische Parlamentspräsidentin (als Frau), zweimalige Premierministerin.

## Mode-Kollektionen
- 2013 Haute Couture collection, DE GRISOGONO event, Hotel Du Cap - Eden Roc, Cap D'Antibes
- 2012 Haute Couture collection (Spring/Summer 2013, Vilnius)
- 2011 Haute Couture collection (Spring/Summer 2012, Vilnius)
- 2010 Haute Couture kolekcija (Spring/Summer 2011, Vilnius)
- 2009 Haute Couture kolekcija (Autumn/Winter 2009/2010, Vilnius)
- 2008 Haute Couture Collection (Spring/Summer 2009, Vilnius)

## Auszeichnungen
- 1998, 2010: Christophorus-Preis und Statue  der Stadtgemeinde Vilnius (für bestes Theaterkostüm)
- 2004, 2011, 2012: Gedenkzeichen "Goldenes Kreuz" von Kulturministerium Litauens (für die besten Saison-Kostüme)
- 2011: Orden für Verdienste um Litauen
- 2016: „Nešk savo šviesą ir tikėk“, Ehrenzeichen von Kulturministerium Litauens[8]